# Quyllurit'i

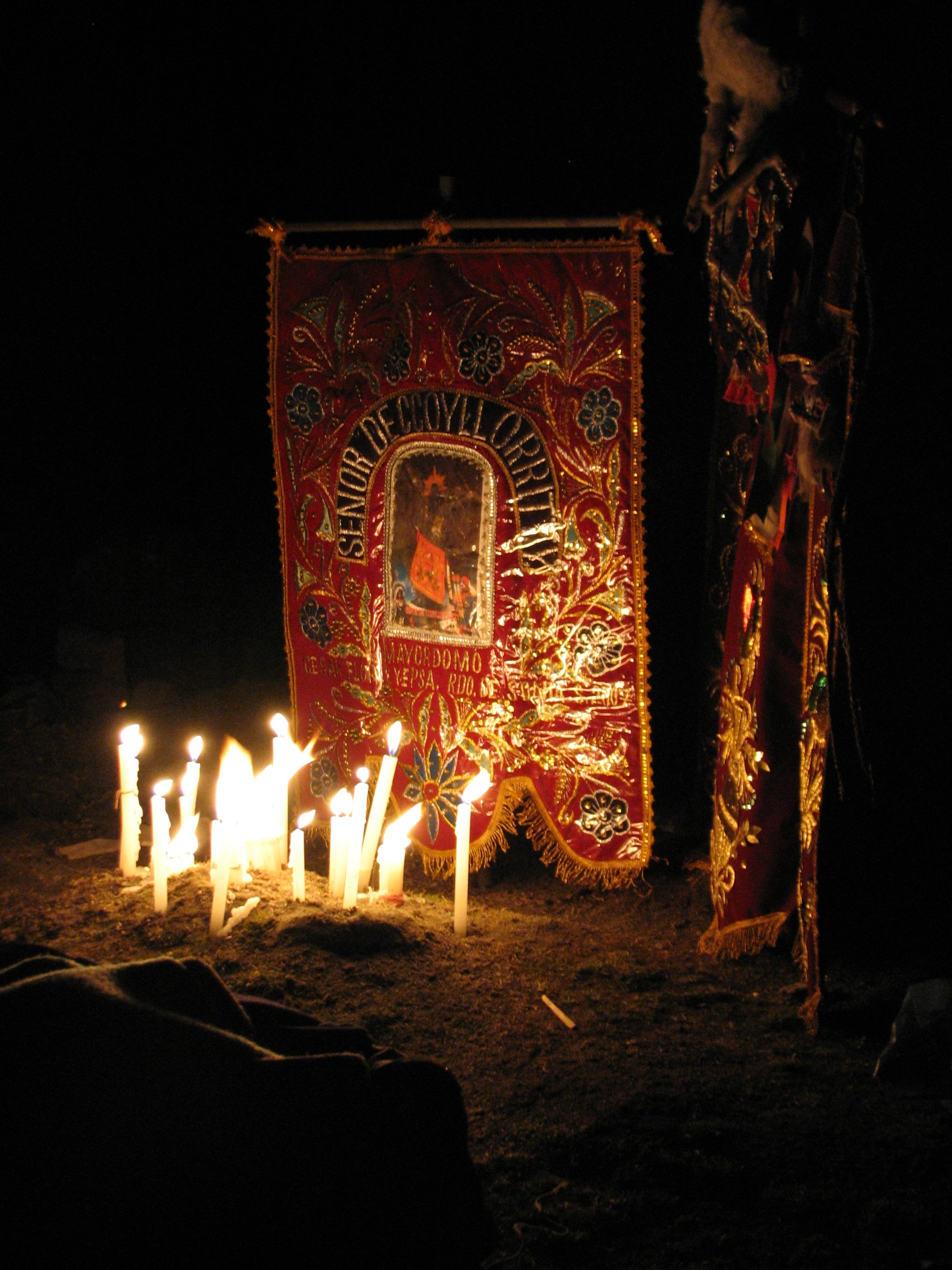
Santuário do Senhor de Quyllurit'i à noite

Quyllurit'i ou Qoyllur Rit'i (Quíchua quyllu rit'i, quyllu branco brilhante, rit'i neve, "neve branca brilhante,") é um festival religioso sincrético realizado anualmente no Vale do Sinakara nas montanhas do sul na Região de Cusco no Peru. Os povos indígenas locais dos Andes conhecem este festival como uma celebração nativa das estrelas. Em particular, eles celebram o reaparecimento da constelação das Plêiades, conhecida em quíchua como Qullqa, ou "armazém" e associado à próxima colheita e ao Ano Novo. As Plêiades desaparecem de vista em abril e reaparecem em junho. O ano novo é marcado pelos indígenas do hemisfério sul no solstício de inverno de junho, e também é uma festa católica. As pessoas celebraram este período de tempo por centenas, senão milhares de anos. A peregrinação e o festival associado foram inscritos em 2011 nas Listas do Patrimônio Cultural Imaterial da UNESCO.
Segundo a Igreja Católica, a festa é uma homenagem ao Senhor de Quyllurit'i (quíchua: Taytacha Quyllurit'i, espanhol: Señor de Quyllurit'i) e teve sua origem no final do século XVIII. O jovem pastor nativo Mariano Mayta fez amizade com um menino mestiço chamado Manuel na montanha Qullqipunku. Graças a Manuel, o rebanho de Mariano prosperou, então seu pai o mandou a Cusco para comprar uma camisa nova para Manuel. Mariano não encontrou nada parecido, pois aquele tipo de pano era vendido apenas para o arcebispo. Ao saber disso, o bispo de Cusco enviou um grupo para investigar. Quando tentaram capturar Manuel, ele se transformou em um arbusto com uma imagem de Cristo crucificado pendurada nele. Pensando que o partido do arcebispo tinha prejudicado o amigo, Mariano morreu na hora. Ele foi enterrado sob uma rocha, que se tornou um local de peregrinação conhecido como o Senhor de Quyllurit'i, ou "Senhor da Neve Estelar (Brilhante)". Uma imagem de Cristo foi pintada nesta pedra.
O festival Quyllurit'i atrai milhares de indígenas das regiões vizinhas, compostos por grupos Paucartambo (falantes do quíchua) das regiões agrícolas ao noroeste do santuário, e Quispicanchis (falantes de aimará) das regiões pastoris (pastores) ao sudeste. Ambas as metades fazem uma peregrinação anual para a festa, trazendo grandes trupes de dançarinos e músicos. Existem quatro grupos de participantes com funções específicas: ch'unchu, qulla, ukuku e machula. Os participantes cada vez mais incluem peruanos de classe média e turistas estrangeiros.
O festival acontece no final de maio ou início de junho, para coincidir com a lua cheia. Cai uma semana antes da festa cristã de Corpus Christi. Os eventos incluem várias procissões de ícones sagrados e danças dentro e ao redor do santuário do Senhor de Quyllurit'i. O evento culminante para a população indígena não cristã ocorre após o reaparecimento de Qullqa no céu noturno; é o nascer do sol depois da lua cheia. Dezenas de milhares de pessoas se ajoelham para saudar os primeiros raios de luz enquanto o sol se levanta no horizonte. Até recentemente, o evento principal para a Igreja era realizado por ukukus, que escalaram geleiras sobre Qullqipunku e trouxe de volta cruzes e blocos de gelo para colocar ao longo da estrada para o santuário. Acredita-se que sejam medicinais com qualidades curativas. Devido ao derretimento da geleira, o gelo não é mais carregado para baixo.

## Origens
Existem vários relatos sobre as origens do festival Quyllurit'i. O que se segue são duas versões: uma relata as origens pré-colombianas e a outra a versão da Igreja Católica compilada pelo padre da cidade de Ccatca entre 1928 e 1946.

### Origens pré-colombianas
O inca seguiu os ciclos solar e lunar ao longo do ano. O ciclo da lua era de importância primordial para o momento das atividades agrícolas e festivais associados. Há muitas comemorações de eventos sazonais relacionados à criação de animais, plantio de sementes e colheita de safras. Festivais importantes como o Quyllurit'i, talvez o festival mais importante devido ao seu significado, ainda são celebrados na lua cheia.
O festival Quyllurit'i ocorre no final de um período de alguns meses, quando a constelação das Plêiades, ou Sete Irmãs, um aglomerado de sete estrelas na constelação de Touro, desaparece e reaparece nos céus do hemisfério sul. Seu tempo de desaparecimento foi marcado na cultura Inca por um festival para Pariacaca, o deus da água e das chuvas torrenciais. Ocorre perto da data de qarwa mita (qarwa significa quando as folhas do milho são amarelas).
O retorno da constelação cerca de 40 dias depois, chamado unquy mita em quíchua, foi por muito tempo associado no hemisfério sul com a época da colheita que se aproximava e, portanto, um tempo de abundância para o povo. Astrônomos incas nomearam a constelação das Plêiades como Qullqa, ou "depósito", em sua língua nativa, o quíchua.
Metaforicamente, o desaparecimento da constelação do céu noturno e o ressurgimento aproximadamente dois meses depois é um sinal de que os planos humanos de existência passam por tempos de desordem e caos, mas também voltam à ordem.

### Origens católicas
Na cidade de Cuzco, no final do século XVII, a celebração de Corpus Christi atingiu o auge sob o bispo Manuel de Mollinedo y Angulo (1673-99), com procissões pela cidade incluindo nobres incas em trajes cerimoniais. O bispo também encomendou retratos dos nobres em suas roupas cerimoniais. Acadêmicos como Carolyn Dean estudaram essa evidência por suas sugestões sobre rituais eclesiásticos relacionados.
Dean acredita que esses primeiros clérigos pensavam que tais rituais católicos poderiam deslocar os indígenas. Ela examina a festa de Corpus Christi e sua relação com o festival da colheita indígena no solstício de inverno, celebrado no início de junho no hemisfério sul. De acordo com a igreja, os eventos do final do século 18 que incluíram um avistamento de Cristo na montanha Qullqipunku tornaram-se parte do mito, e o festival de peregrinação do Senhor de Quyllurit'i ainda é celebrado no século XXI.
Conta-se que um menino índio chamado Mariano Mayta costumava cuidar do rebanho de alpacas de seu pai nas encostas da montanha. Ele vagou pelos campos de neve da geleira, onde encontrou um menino mestiço chamado Manuel. Ficaram bons amigos e Manuel dava comida a Mariano. Quando o menino não voltou para casa para comer, o pai de Mariano foi procurar o filho. Ele ficou surpreso ao descobrir que seu rebanho havia aumentado. Como recompensa, mandou Mariano a Cusco para comprar roupas novas. Mariano pediu para comprar também para o Manuel, que usava a mesma roupa todos os dias. O pai concordou, então Mariano pediu uma amostra a Manuel para comprar o mesmo tipo de tecido em Cusco.
Mariano foi informado de que esse tecido refinado estava restrito ao uso apenas pelo bispo da cidade. Mariano foi ver o prelado, que se surpreendeu com o pedido. Ele ordenou um inquérito de Manuel, dirigido pelo padre de Oncogate (Quispicanchi), uma aldeia perto da montanha. Em 12 de junho de 1783, a comissão ascendeu a Qullqipunku com Mariano; eles encontraram Manuel vestido de branco e brilhando com uma luz forte. Cegos, eles recuaram, voltando com um grupo maior. Na segunda tentativa, eles alcançaram o menino. Mas quando o tocaram, ele se transformou em um arbusto tayanka (Baccharis odorata) com o Cristo crucificado pendurado nela. Pensando que o partido havia prejudicado o amigo, Mariano caiu morto ali mesmo. Ele foi enterrado sob a rocha onde Manuel apareceu pela última vez.
A árvore tayanka foi enviada para a Espanha, a pedido do rei Carlos III. Como nunca foi devolvido, a população indígena de Ocongate protestou. O padre local encomendou uma réplica, que ficou conhecida como Senhor de Tayankani (espanhol : Señor de Tayankani). O cemitério de Mariano atraiu um grande número de devotos índios, que acenderam velas diante da rocha. Autoridades religiosas ordenaram a pintura de uma imagem de Cristo crucificado na rocha. Esta imagem ficou conhecida como Senhor de Quyllurit'i (espanhol: Señor de Quyllurit'i ). Em quíchua, quyllur significa estrela e Rit'i significa neve; assim, o termo significa Senhor da neve estelar.

## Peregrinos

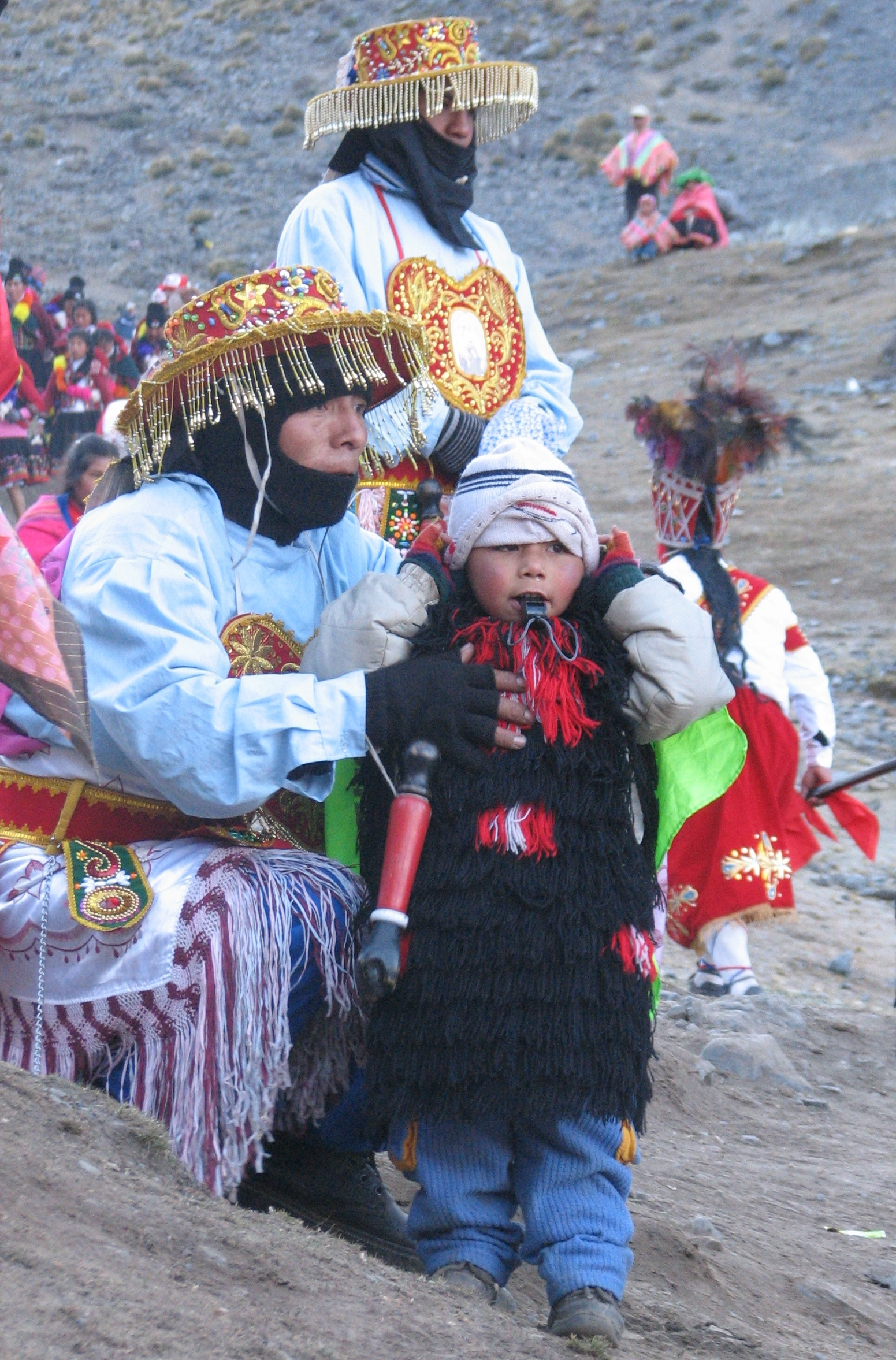
Dançarinos em Quyllurit'i. Um executante de ch'unchu pode ser visto atrás e à direita da criança.

O festival Quyllurit'i atrai mais de 10.000 peregrinos anualmente, a maioria deles povos indígenas de comunidades rurais em regiões próximas. Eles são de dois grupos: Paucartambo de língua quíchua, pessoas de comunidades agrícolas localizadas a noroeste do santuário nas províncias de Cusco, Calca, Paucartambo e Urubamba; e Quispicanchis de língua aimará, que engloba aqueles que vivem a sudeste nas províncias de Acomayo, Canas, Canchis e Quispicanchi. Essa divisão geográfica também reflete distinções sociais e econômicas, já que os quíchuas de Paucartambo cultivam lavouras agrícolas, enquanto os quispicanchis são povoados por aimarás, cuja vida se baseia na pecuária, principalmente rebanhos de alpaca e lhama.
Os camponeses de ambas as metades empreendem uma peregrinação anual ao festival Quyllurit'i, com representantes de cada comunidade carregando uma pequena imagem de Cristo para o santuário. Juntas, essas delegações incluem uma grande trupe de dançarinos e músicos vestidos em quatro estilos principais:
- Ch'unchu: usando cocares de penas e carregando um bastão de madeira, os ch'unchus representam os habitantes indígenas da Floresta Amazônica, ao norte do santuário.[10] Existem vários tipos de dançarinos de ch'unchu; o mais comum é wayri ch'unchu, que compreende até 70% de todos os dançarinos de Quyllurit'i.[11]

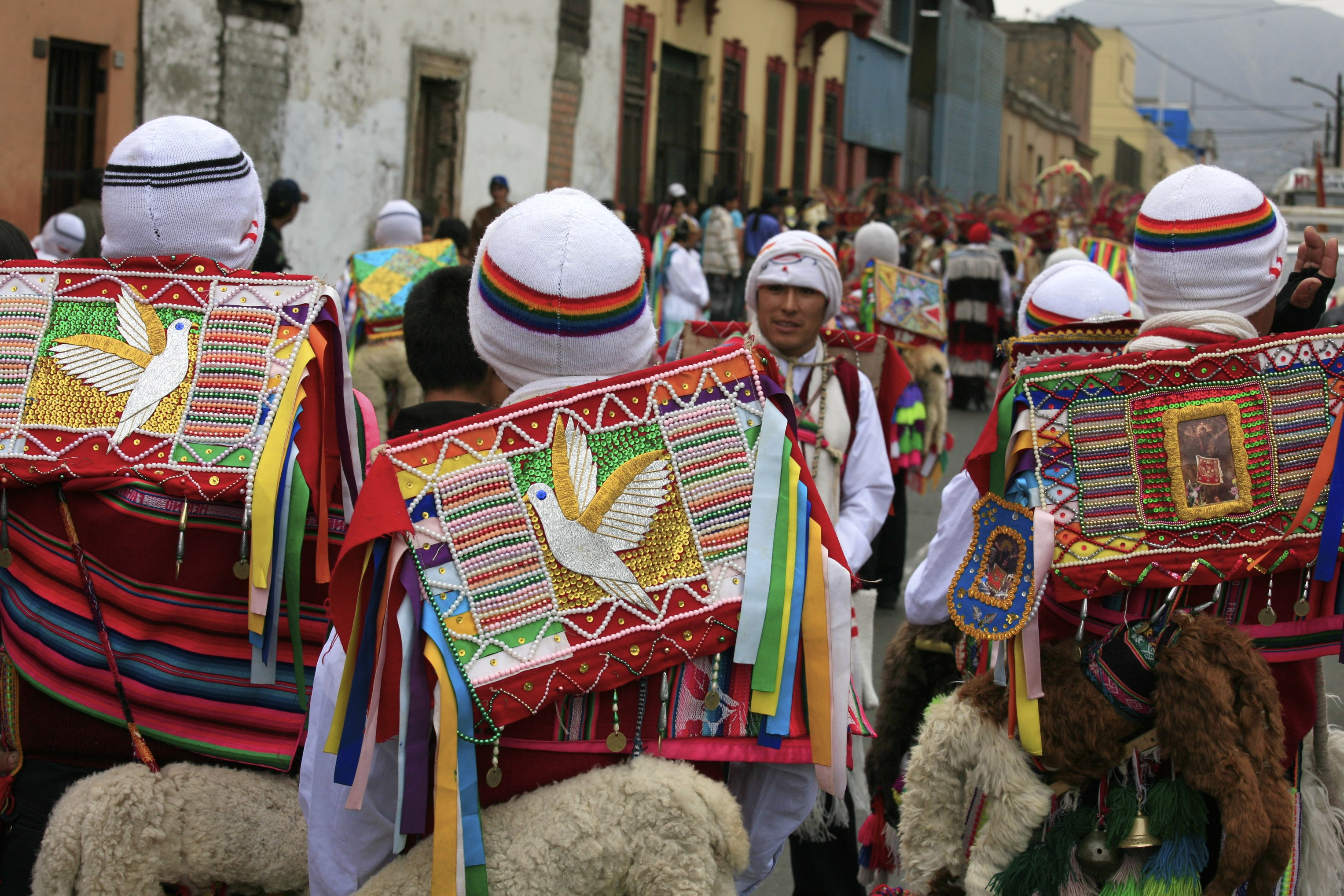
Traje festivo de dançarinos Qhapaq Qulla

- Qhapaq Qulla: vestidos com uma máscara de tricô "waq'ullu", um chapéu, uma tipoia tecida e uma pele de lhama  os qullas representam os habitantes aimarás do Altiplano ao sul do santuário.[12] Qulla é considerado um estilo de dança mestiço, enquanto o ch'unchu é considerado indígena.[13]

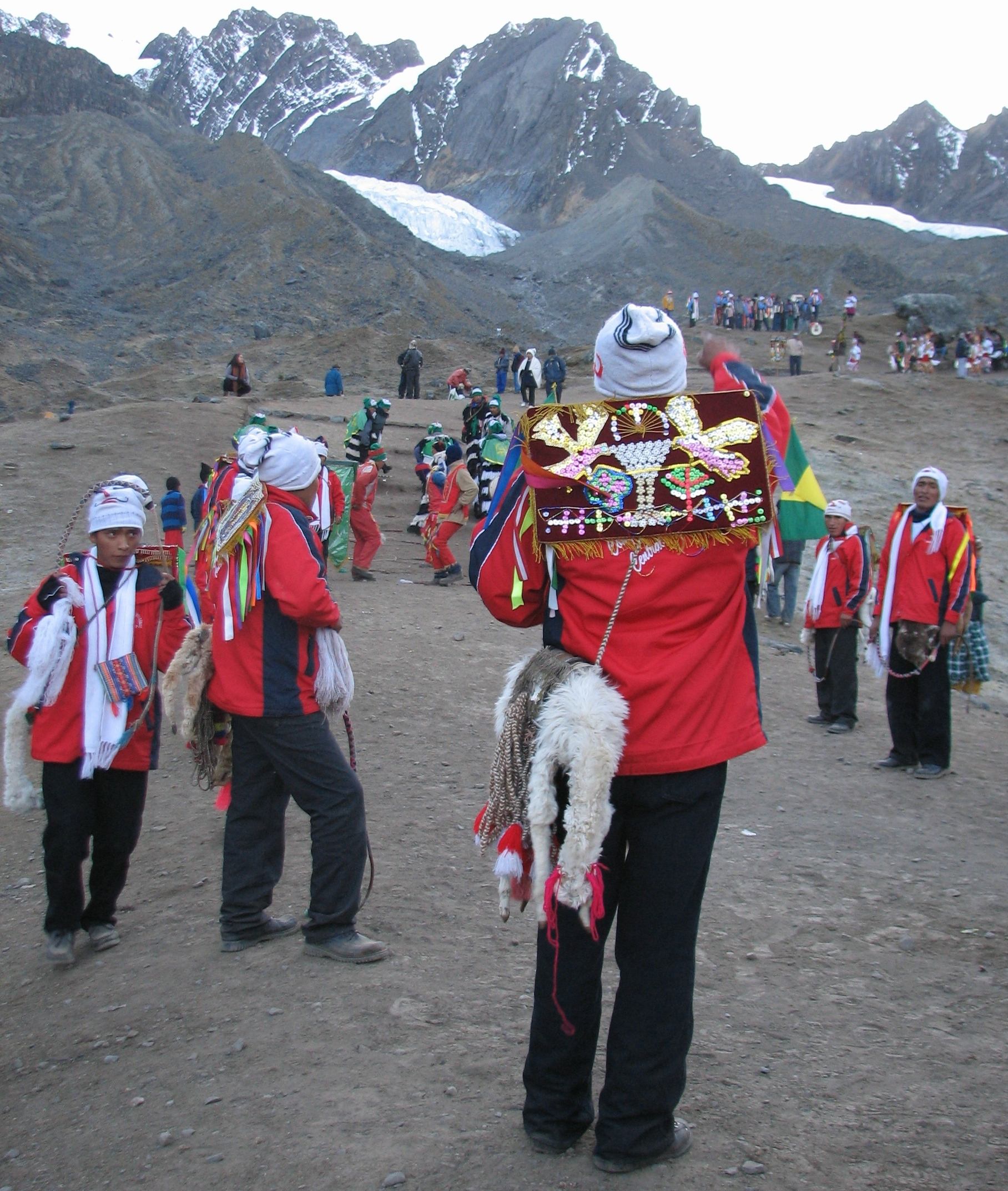
Dançarinos com as montanhas Qullpiqunkpu e Sinaqara atrás.

- Ukuku: vestido com um casaco escuro e uma máscara de lã, o ukukus (urso de óculos) representa o papel dos malandros; falam em voz alta e pregam peças, mas têm a séria responsabilidade de manter a ordem entre os milhares de peregrinos. Alguns também sobem à geleira para pernoitar. Eles cortam blocos de gelo glaciar e os carregam nas costas para seu povo no festival no vale. Quando derretida, acredita-se que a água seja medicinal para o corpo e a mente.[14] É usado para água benta nas igrejas durante o próximo ano. Na mitologia quíchua, os ukukus são filhos de uma mulher e de um urso, temidos por todos por causa de sua força sobrenatural. Nessas histórias, o ukuku se redime derrotando um condenado, uma alma amaldiçoada, e se tornando um fazendeiro exemplar.[15]

- Machula: com máscara, jubarte, casaco comprido e bengala, as machulas representam os ñawpa machus, míticos primeiros habitantes dos Andes. À semelhança dos ukukus, desempenham um papel ambíguo no festival, sendo figuras cômicas e também policiais.[16]

Quyllur Rit'i também atrai visitantes de fora dos grupos Paucartambo e Quispicanchis. Desde a década de 1970, um número crescente de peregrinos da classe média tradicional empreende a peregrinação, alguns deles em datas diferentes dos peregrinos mais tradicionais. Também houve um rápido crescimento no número de turistas norte-americanos e europeus atraídos para o festival indígena, gerando temores de que ele esteja se tornando muito comercializado. A peregrinação e o festival associado foram inscritos em 2011 nas Listas de Patrimônio Cultural Imaterial da UNESCO.

## Festival

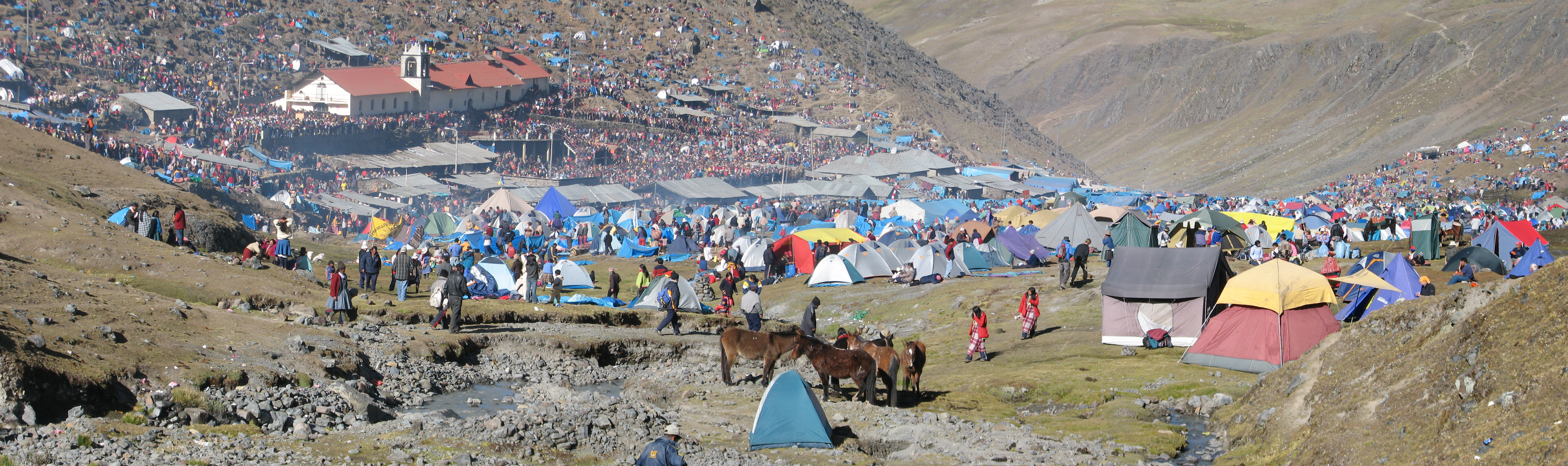
Vista panorâmica do festival, com o santuário de Sinaqara ao fundo

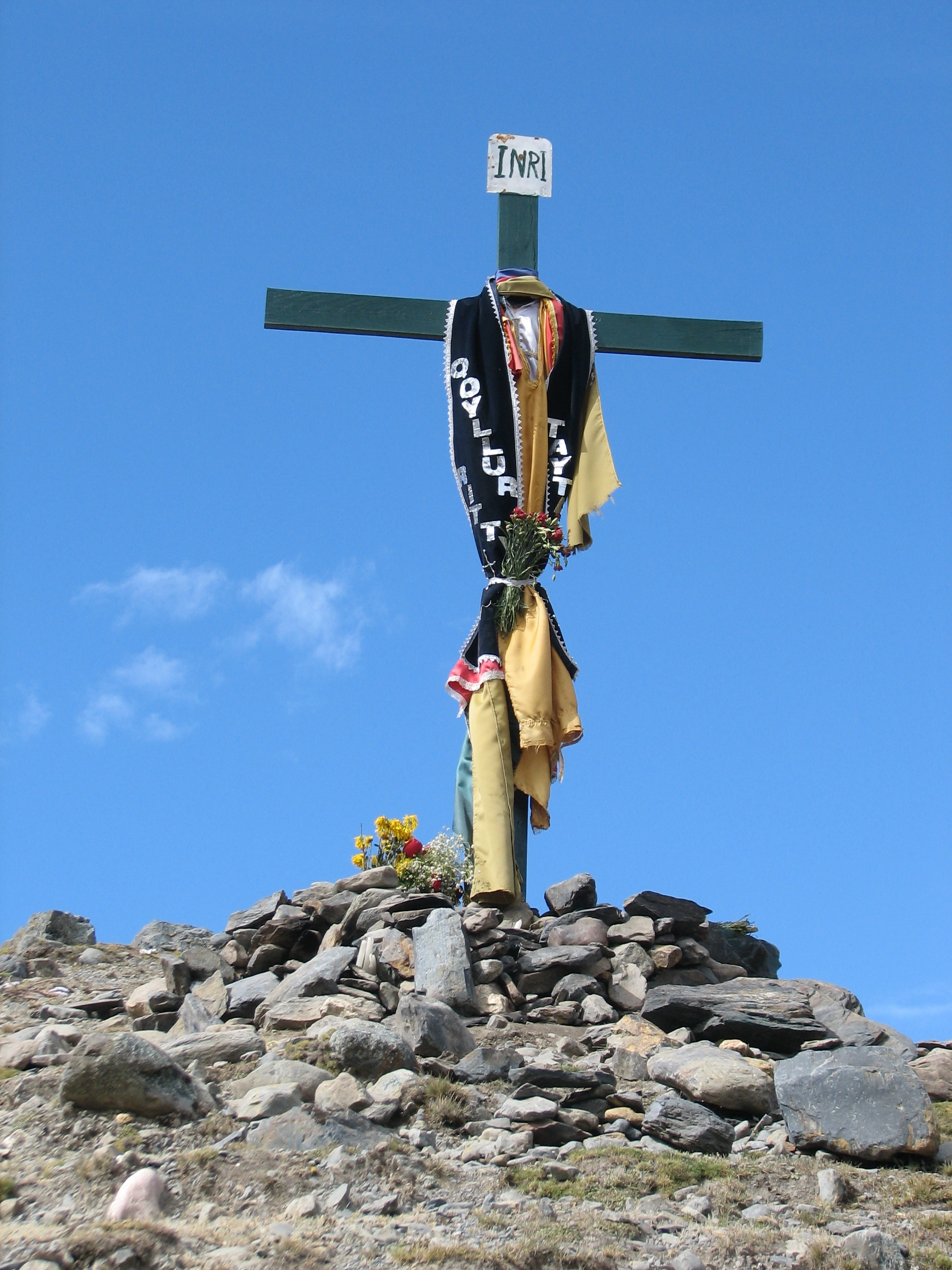
Uma das cruzes ao longo da estrada para o santuário Quyllurit'i

O festival é frequentado por milhares de indígenas, alguns vindos de lugares tão distantes como a Bolívia. A celebração cristã é organizada pela Irmandade do Senhor de Quyllurit'i (espanhol: Hermandad del Señor de Quyllurit'i), uma organização leiga que também mantém a ordem durante o festival. Os preparativos começam na festa da Ascensão, quando o Senhor de Quyllurit'i é levado em procissão de sua capela em Mawallani por 8 quilômetros até seu santuário em Sinaqara.
Na primeira quarta-feira após o Pentecostes, uma segunda procissão carrega uma estátua de Nossa Senhora de Fátima do santuário Sinaqqara para uma gruta íngreme para se preparar para o festival. A maioria dos peregrinos chega no Domingo da Trindade, quando o Santíssimo Sacramento é levado em procissão através do santuário.
No dia seguinte, o Senhor de Qoyllur Rit'i é levado em procissão à gruta da Virgem e de volta. Os peregrinos se referem a isso como a saudação entre o Senhor e Maria, referindo-se às festas tradicionais incas duplas de Pariacaca e Oncoy mita. Na noite desse segundo dia, trupes de dança se revezam para se apresentar no santuário.
Ao amanhecer do terceiro dia, ukukus agrupados por metades escalam as geleiras em Qullqipunku para recuperar cruzes colocadas no topo. Alguns ukukus tradicionalmente passavam a noite na geleira para combater os espíritos. Eles também cortam e trazem de volta blocos de gelo, que se acredita ter qualidades medicinais sagradas. Os ukukus são considerados os únicos capazes de lidar com os condenados, as almas malditas que dizem que habitam os campos de neve. De acordo com as tradições orais, ukukus de diferentes metades costumavam se envolver em batalhas rituais nas geleiras, mas essa prática foi proibida pela Igreja Católica. Depois de uma missa celebrada no final do dia, a maioria dos peregrinos deixa o santuário. Um grupo carrega o Senhor de Quyllurit'i em procissão para Tayankani antes de levá-lo de volta para Mawallani.
O festival precede a festa oficial de Corpus Christi, realizada na quinta-feira seguinte ao Domingo da Trindade, mas está intimamente associado a ele.